# Liévin
Liévin é uma comuna no departamento de Pas-de-Calais, no norte da França. Liévin é a sede de dois cantões. Pertence à intercomunidade de Lens-Liévin (Communaupole), que consiste em 36 comunas, com uma população total de 250000 habitantes. Sua população atual é de 32174 habitantes. A cidade de Lievin expandiu-se significativamente com o desenvolvimento da indústria de mineração no norte da França.

## Cidades Irmãs
Liévin tem 5 cidades irmãs:
- Hohenlimburg, perto de Hagen, na Alemanha (desde 1962)
- Pasvalys na Lituânia (desde 1999)
- Bruck an der Mur, na Áustria (desde 1999)
- La Valette-du-Var na Françe (desde 2000)
- Rybnik na Polônia (desde 2000)

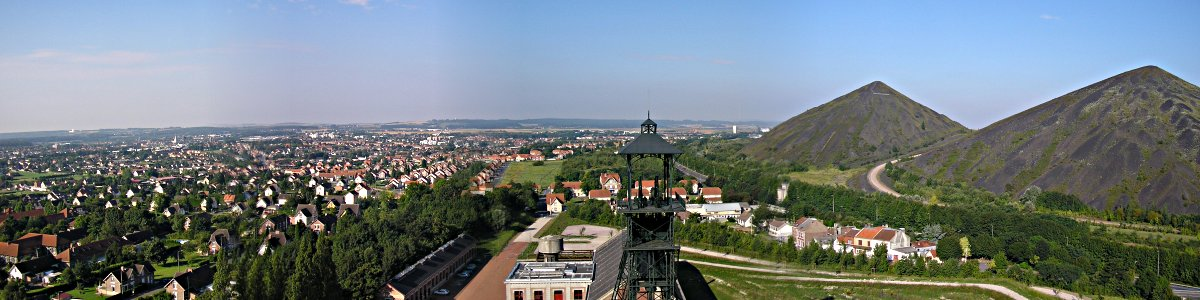
Vista de Liévin (à esquerda) em 2005